# Кров'яні депо
Кров'яні́ депо́ (депо крові) — венозні судини деяких органів і тканин, які за спільністю функцій об'єднуються в окрему систему.
Кров'яні депо не тільки здатні містити в своїх судинах великі об'єми крові, але й можуть її активно викидати в кров'яне русло (селезінка, печінка, легені, шкіра).
Так наприклад, при інтенсивному фізичному навантаження депо  може появлятись фізіологічна (проста) гіперволемія